# 2415 Ґанеса
2415 Ґанеса (2415 Ganesa) — астероїд головного поясу, відкритий 28 жовтня 1978 року.
Тіссеранів параметр щодо Юпітера — 3,384.